# Андреа Берріно
Андреа Берріно (ісп. Andrea Berrino, 14 лютого 1994) — аргентинська плавчиня.
Призерка Панамериканських ігор 2019 року.
Чемпіонка Південної Америки з плавання 2014, 2016, 2018, 2021 років.